# Ehrhard Schmidt
Ehrhard Schmidt (Offenbach na Majni, 18. svibnja 1863. -  Aschau am Inn, 18. srpnja 1946.) je bio njemački admiral i vojni zapovjednik. Tijekom Prvog svjetskog rata zapovijedao je Baltičkim pomorskim područjem, te 4. i 1. eskadrom Flote otvorenog mora. 

## Vojna karijera
Ehrhard Schmidt rođen je 18. svibnja 1863. u Offenbachu na Majni. U mornaricu je stupio 1879. godine nakon čega je služio na raznim brodovima. Od 1880. kao kadet služi na SMS Herthi, nakon čega je promaknut u poručnika. Godine 1905. unaprijeđen je u kapetana, dok 1907. postaje zapovjednikom oklopnog krstaša SMS Prinz Adalbert kojim zapovijeda do 1910. kada na kratko postaje zapovjednik tvrđave Wilhelmshaven. U studenom 1910. promaknut je u kontraadmirala, dok u ožujku 1914. dostiže čin viceadmirala, te postaje zapovjednikom 2. eskadre bojnih krstaša.

## Prvi svjetski rat
Na početku Prvog svjetskog rata Schmidt postaje zapovjednikom 4. eskadre Flote otvorenog mora koja se sastojala od bojnih brodova klase Wittelsbach. U srpnju 1915. postaje zapovjednikom Baltičkog pomorskog područja, te istodobno zapovijeda 1. eskadrom Flote otvorenog mora s kojom sudjeluje u Bitci kod Jyllanda.
U rujnu 1917. Schmidt zapovijeda mornaričkim snagama koje su u Operaciji Albion zauzele baltičke otoke Dagö, Ösel i Moon. Za uspješno izvedenu operaciju Schmidt je 31. listopada 1917. odlikovan ordenom Pour le Mérite.

U siječnju 1918. unaprijeđen je u admirala, te je na vlastiti zahtjev stavljen na raspolaganje. U travnju te iste godine Schmidt se umirovio.

## Poslije rata
Nakon rata Schmidt kao i većina njegovih kolega nije stupio u novu, znatno umanjenu njemačku mornaricu. Godine 1921. oženio se s Liliy Eichhorn u crkvi u Offenbachu s kojom je od 1926. živio u okolici Münchena.
Ehrhard Schmidt preminuo je 18. srpnja 1946. godine u 83. godini života u Aschau am Innu.

## Vanjske poveznice
(njem.) Ehrhard Schmidt na stranici Offenbach.de  Arhivirana inačica izvorne stranice od 26. studenoga 2012. (Wayback Machine)